# 3ª Squadriglia da ricognizione e combattimento
La 3ª Squadriglia da ricognizione e combattimento del Servizio Aeronautico del Regio Esercito fu costituita nel dicembre 1914 con aerei Blériot.

## Storia
La 3ª Squadriglia Blériot, del I Gruppo nel dicembre 1914 si trovava all'Aeroporto di Aviano comandata dal capitano Egidio Carta, altri 4 piloti tra cui il Cap. Luigi Falchi (aviatore) e 6 Blériot XI, il 21 maggio 1915 si sposta a San Vito al Tagliamento, il 29 maggio a Mortegliano ed il 5 giugno a Chiasiellis.
Il 23 giugno effettua 4 bombardamenti sulle trincee e su una nave nel porto di Trieste, dal 28 giugno supporta la prima battaglia dell'Isonzo ed il 16 luglio viene sciolta dopo aver effettuato 38 voli di guerra.
Il 26 settembre si inizia a Brescia la costituzione di una nuova 3ª Aviatik ma il 1º dicembre questa diventa 3ª Squadriglia caccia.